# جون سيمون (ملحن جنوب إفريقي)
جون سيمون (بالإنجليزية: John Simon)‏ هو ملحن جنوب أفريقي، ولد في 12 مارس 1944.